# Kelvin Yondani
Kelvin Yondani (ur. 9 października 1984) – tanzański piłkarz występujący na pozycji środkowego obrońcy. Zawodnik klubu Polisi Morogoro.

## Kariera klubowa
Yondani karierę rozpoczął w 2006 roku w zespole Simba SC. Zdobył z nim trzy mistrzostwa Tanzanii (2008, 2010, 2012). W 2012 roku odszedł do Young Africans SC. W 2013, 2015, 2016 i 2017 roku wywalczył z nim cztery mistrzostwa Tanzanii. W 2016 roku zdobył też Puchar Tanzanii. W 2020 przeszedł do Polisi Morogoro.

## Kariera reprezentacyjna
W reprezentacji Tanzanii Yondani zadebiutował 4 kwietnia 2008 roku w przegranym 1:2 towarzyskim meczu z Jemenem.